# Ionuț Neagu
Ionuț Neagu (* 26. Oktober 1989 in Galați) ist ein rumänischer Fußballspieler. Der Mittelfeldspieler steht seit Sommer 2016 bei Kardemir Karabükspor in der türkischen Süper Lig unter Vertrag, ist in der Saison 2016/17 aber an Nea Salamis Famagusta ausgeliehen.

## Karriere

### Verein
Die Karriere von Neagu begann im Jahr 2008 in der zweiten Mannschaft von Oțelul Galați in der Liga III. Im Mai 2009 wurde er von Dorinel Munteanu erstmals in der ersten Mannschaft in der Liga 1 eingesetzt. Dort konnte er sich in der Saison 2009/10 einen Stammplatz erkämpfen. Den größten Erfolg seiner Laufbahn konnte er mit dem Gewinn der Meisterschaft 2011 feiern. In der darauffolgenden Champions-League-Saison schied er mit seinem Team als Tabellenletzter hinter Benfica Lissabon, FC Basel und Manchester United aus.
Im Sommer 2013 verließ Neagu Oțelul und schloss sich Rekordmeister Steaua Bukarest an. Dort kam er in der Spielzeit 2013/14 nur auf vier Einsätze und hatte somit nur geringen Anteil am Gewinn der Meisterschaft.
Zur Saison 2015/16 wurde er gemeinsam mit seinem Teamkollegen Gabriel Iancu an den türkischen Zweitligisten Kardemir Karabükspor ausgeliehen. Mit diesem Verein erreichte er zum Saisonende die Vizemeister der TFF 1. Lig und damit den Aufstieg in die Süper Lig. Nach diesem Erfolg wurde er erst von Steaua Bukarest samt Ablöse verpflichtet, aber noch in der Sommertransferperiode 2016 an den zyprischen Erstligisten ausgeliehen.

### Nationalmannschaft
Im November 2011 wurde Neagu erstmals von Nationaltrainer Victor Pițurcă ins Aufgebot der rumänischen Nationalmannschaft berufen. Er debütierte am 15. November 2011, als er in der Startaufstellung für das Freundschaftsspiel gegen Griechenland stand. In der Folge stand er in den nächsten beiden Länderspielen erneut in der Anfangsformation. Am 29. Februar 2012 kam er gegen Uruguay zu seinem letzten Einsatz. Im November 2012 und August 2013 wurde er von Pițurcă zwar nominiert, jedoch nicht eingesetzt.

## Erfolge
- Rumänischer Meister: 2011, 2014

Mit Kardemir Karabükspor
- Vizemeister der TFF 1. Lig und Aufstieg in die Süper Lig: 2015/16